# Cuộc viễn chinh của Hoa Kỳ đến Triều Tiên
Cuộc viễn chinh của Hoa Kỳ đến Triều Tiên, tại Triều Tiên gọi là Shinmiyangyo (tiếng Hàn: 신미양요; Hanja: 辛未洋擾; dịch nghĩa đen: "Tân Mùi Dương Nhiễu") là một hành động quân sự của Hoa Kỳ tại Triều Tiên, chủ yếu diễn ra tại đảo Ganghwa và xung quanh vào năm 1871.

## Bối cảnh
Đại sứ Hoa Kỳ tại Đại Thanh Frederick Low cử phái đoàn đến xác định số phận của tàu buôn General Sherman bị mất tích khi đến thăm Triều Tiên vào năm 1866. Theo một bài trên National Interest, ghi chép của Low cho thấy chiến dịch trừng phạt được thúc đẩy từ nhu cầu chứng minh sức mạnh của Mỹ đối với một quốc gia mà ông cho là yếu hơn. Trước đây, các chỉ huy Mỹ cảm thấy có quyền vào vùng biển Triều Tiên một cách "hòa bình" để khảo sát và buôn bán bằng cách sử dụng tàu chiến được trang bị vũ khí hạng nặng, và đã nhiều lần phớt lờ các yêu cầu ngoại giao về việc tôn trọng chủ quyền của Triều Tiên.
Các quan chức Triều Tiên gửi thư buộc tội người Mỹ vi phạm luật pháp của đất nước khi gửi tàu chiến có vũ trang trái phép vào lãnh hải của Triều Tiên, và cuối cùng cũng giải thích cho Low những gì tương tự đã xảy ra với General Sherman. Thống đốc Ganghwa cũng gửi một "vài vật phẩm vô giá trị" - ba con bò, năm mươi con gà và một nghìn quả trứng - trong nỗ lực giảm căng thẳng. Người Mỹ từ chối lời đề nghị, thay vào đó họ phát động một chiến dịch trừng phạt sau khi đô đốc chỉ huy của Mỹ không nhận được lời xin lỗi chính thức từ phía Triều Tiên. Bản chất biệt lập của chính phủ triều đại Triều Tiên và bản chất đế quốc của người Mỹ khi không công nhận các chính sách do Triều Tiên đặt ra, đã biến cuộc viễn chinh ngoại giao thành một cuộc xung đột vũ trang.

## Liên hệ ban đầu
Đoàn viễn chinh bao gồm khoảng 650 người, gồm hơn 500 thủy thủ và 100 thủy quân lục chiến, cùng năm tàu chiến: Colorado, Alaska, Palos, Monocacy và Benicia. Trên tàu Colorado là Chuẩn đô đốc John Rodgers và Đại sứ Hoa Kỳ tại Đại Thanh Frederick F. Low. Lực lượng Triều Tiên, được gọi là "Thợ săn hổ", được chỉ huy bởi Tướng Eo Jae-yeon (어재연).
Người Mỹ đã liên lạc một cách an toàn với cư dân Triều Tiên, được mô tả là "những người mặc quần áo trắng". Khi họ hỏi về sự kiện General Sherman, người Triều Tiên ban đầu miễn cưỡng thảo luận về chủ đề này, bề ngoài là để tránh phải trả bất kỳ khoản bồi thường nào. Do đó, người Mỹ đã cho người Triều Tiên biết rằng hạm đội của họ sẽ khám phá khu vực và họ không có ý gây hại. Cử chỉ này đã bị hiểu sai; Chính sách của Triều Tiên vào thời điểm đó cấm tàu nước ngoài đi trên sông Hán, vì sông dẫn thẳng đến thủ đô Hanyang, ngày nay Seoul. Vì vậy, chính phủ Triều Tiên từ chối yêu cầu của Hoa Kỳ. Tuy nhiên, bất chấp việc bị chính phủ Triều Tiên từ chối, tàu Hoa Kỳ vẫn tiếp tục đi.
Vào ngày 1 tháng 6, pháo đài của Triều Tiên bắn vào hạm đội Hoa Kỳ khi họ đang đi đến eo biển Ganghwa, là nơi dẫn đến sông. Lực lượng Hoa Kỳ không bị thiệt hại nặng do "hỏa lực kém của người Triều Tiên, dù hoả lực của họ rất nóng trong mười lăm phút mà họ duy trì, nhưng lại không đúng hướng và do đó không có tác dụng." Hoa Kỳ yêu cầu một lời xin lỗi trong vòng 10 ngày; không có phản hồi nên Rodgers quyết định tấn công trừng phạt vào pháo đài.

## Trận Ganghwa

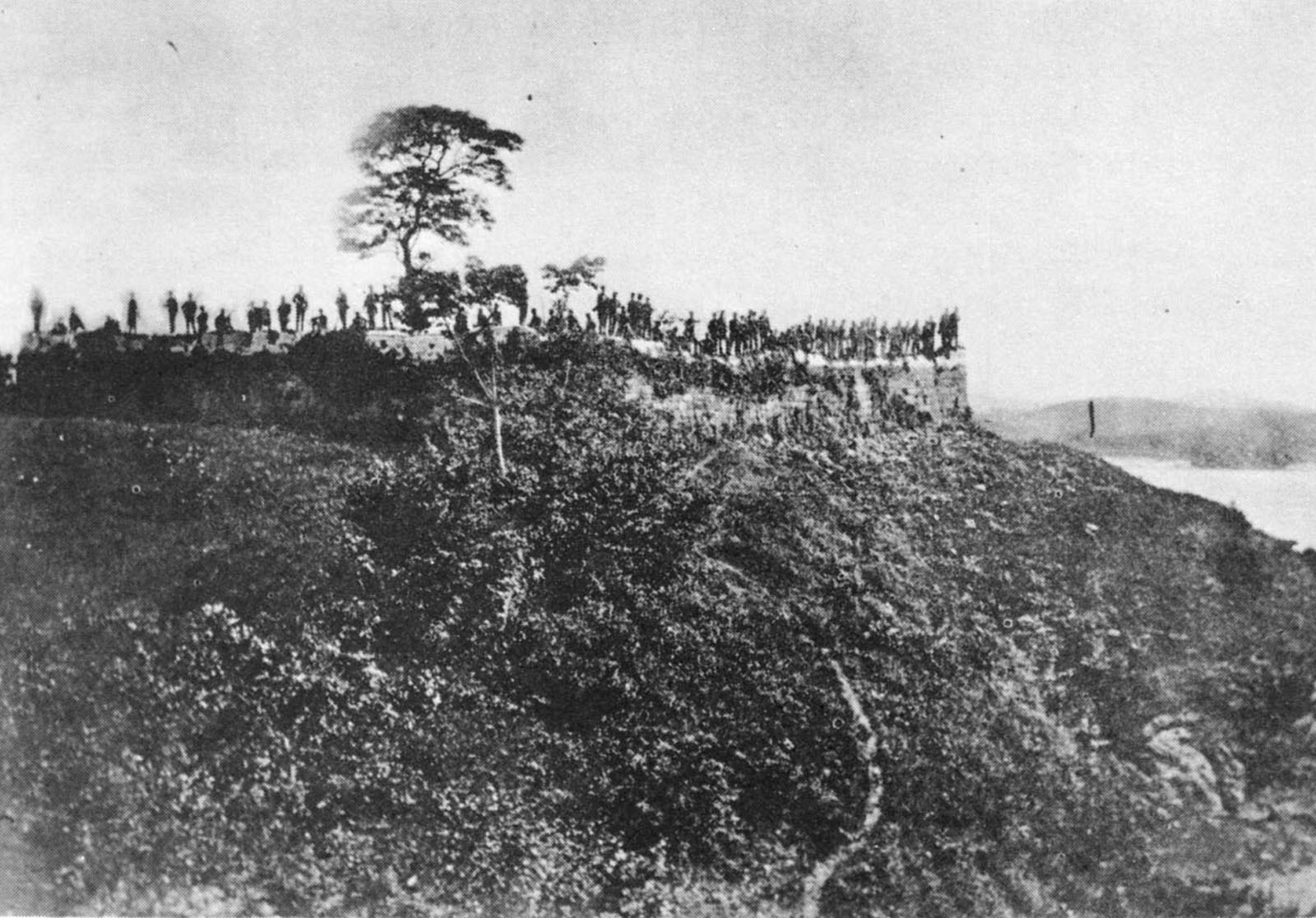
Quân nhân Mỹ sau khi chiếm được Pháo đài Dŏkjin (Pháo đài Monocacy) vào ngày 10 tháng 6, của Felice Beato

Vào ngày 10 tháng 6, người Mỹ tấn công đồn Choji được phòng thủ sơ sài trên đảo Ganghwa, dọc theo sông Salee. Người Triều Tiên được trang bị những vũ khí lỗi thời nghiêm trọng, chẳng hạn như súng hỏa mai mồi cò, đại bác và súng đại bác xoay nạp đạn ở nòng súng. Sau khi tàn phá, người Mỹ chuyển sang mục tiêu tiếp theo của họ là đồn Deokjin. Những khẩu lựu pháo nặng 12 pound của Mỹ khiến cho quân đội Triều Tiên được trang bị kém không hoạt động hiệu quả. Quân đội Mỹ tiếp tục hướng tới mục tiêu tiếp theo là pháo đài Deokjin, nhưng họ nhận thấy nó bị bỏ hoang. Các thủy thủ và thủy quân lục chiến nhanh chóng phá hủy pháo đài này và tiếp tục đến đồn Gwangseong, đây là một toà thành trì. Lúc này, quân Triều Tiên đã tập hợp lại ở đây, trên đường đi, một số đơn vị Triều Tiên cố gắng tấn công quân Mỹ nhưng lại bị đánh lui do người Mỹ bố trí pháo binh chiến lược nằm trên hai ngọn đồi.
Hỏa lực pháo binh từ lực lượng trên bộ và "Monocacy" ngoài khơi tấn công vào tòa thành để chuẩn bị cho một cuộc tấn công của lực lượng Hoa Kỳ. Một lực lượng gồm 546 thủy thủ và 105 lính thủy đánh bộ Hoa Kỳ tập hợp trên các ngọn đồi phía tây pháo đài (quân bộ binh ở trên ngọn đồi ngay phía tây pháo đài, trong khi quân pháo binh trên một ngọn đồi khác vừa pháo kích vào pháo đài vừa yểm trợ hai bên sườn và phía sau của quân Mỹ), duy trì yểm trợ và bắn trả. Sau khi cuộc bắn phá dừng lại, người Mỹ tấn công vào tòa thành, do Trung úy Hugh McKee chỉ huy. Thời gian nạp đạn chậm của súng hỏa mai Triều Tiên tạo lợi thế cho người Mỹ, vì họ được trang bị súng carbine khối lăn Remington vượt trội, khi người Mỹ vượt qua các bức tường; người Triều Tiên thậm chí còn ném đá vào những kẻ tấn công.
McKee là người đầu tiên tiến vào thành và bị trọng thương do một phát đạn vào háng; sau ông ta là chỉ huy Winfield Scott Schley, người này bắn người lính Triều Tiên đã giết McKee. Lá cờ của chỉ huy Triều Tiên Tướng Eo Jae-yŏn, được gọi là "cờ chữ soái", đã bị Hạ sĩ Charles Brown của cận vệ Colorado và binh nhì Hugh Purvis của cận vệ Alaska thu giữ. Tướng Eo Jae-yŏn bị giết bởi binh nhì James Dougherty. Trong khi phục vụ với tư cách là người cầm cờ cho thủy thủ đoàn và thủy quân lục chiến Colorado, thợ mộc Colorado Cyrus Hayden cắm lá cờ Hoa Kỳ lên thành lũy dưới hỏa lực dày đặc của kẻ thù. Hạ sĩ Brown, Binh nhì Dougherty, Purvis và Thợ mộc Hayden đã nhận được Huân chương Danh dự.
Cuộc giao tranh kéo dài mười lăm phút, tổng số người thiệt mạng là 243 người Triều Tiên và ba người Mỹ: McKee, thủy thủ Seth Allen và binh nhì Denis Hanrahan của Thủy quân lục chiến Hoa Kỳ. 10 người Mỹ bị thương, 20 người Triều Tiên bị bắt, trong đó có một số người bị thương. Tổng cộng 5 pháo đài của Triều Tiên bị chiếm với hàng chục khẩu đại bác nhỏ. Phó chỉ huy Triều Tiên nằm trong số những người bị thương bị bắt giữ. Hoa Kỳ hy vọng sử dụng những người bị bắt làm con bài thương lượng để gặp gỡ các quan chức địa phương, nhưng người Triều Tiên từ chối, gọi những người bị bắt là những kẻ hèn nhát và "Low được thông báo rằng ông ta được hoan nghênh giữ những tù nhân bị thương". Tuy nhiên, người Mỹ đã thả tù nhân trước khi rời đi.
Sau các hoạt động quân sự từ ngày 10 đến ngày 12 tháng 6, Hải đoàn Châu Á của Hoa Kỳ ở lại nơi neo đậu ngoài khơi đảo Jakyak cho đến ngày 3 tháng 7, khi họ rời đi Đại Thanh.

## Hậu quả
Hoa Kỳ hy vọng rằng chiến thắng của họ sẽ thuyết phục người Triều Tiên quay lại bàn đàm phán, nhưng người Triều Tiên từ chối đàm phán. Trên thực tế, những sự kiện này đã khiến nhiếp chính Daewon-gun tăng cường chính sách cô lập và ban hành một tuyên bố quốc gia chống lại việc xoa dịu người nước ngoài. Ngoài ra, phía Triều Tiên đã sớm gửi quân tiếp viện với số lượng lớn được trang bị vũ khí hiện đại hơn để đối đầu với quân Mỹ. Nhận thấy tình thế đã thay đổi, hạm đội Mỹ do đó khởi hành và lên đường đến Đại Thanh vào ngày 3 tháng 7.
Triều Tiên không còn tiến hành tấn công vào tàu nước ngoài. Năm 1876, Triều Tiên thiết lập một hiệp ước mậu dịch với Nhật Bản sau khi tàu Nhật Bản tiếp cận đảo Ganghwa và đe dọa khai hoả vào Seoul. Các hiệp ước với các nước châu Âu và Mỹ ngay sau đó cũng được xác lập.
Chín thủy thủ (trưởng quân nhu Grace, quân sư William Troy, Franklin và Rogers, Người bạn của Boatswain là Alexander McKenzie, thủy thủ bình thường [[John Andrews, thợ mộc Hayden, và thủy thủ mới William F. Lukes và James F. Merton) và sáu thủy quân lục chiến (Hạ sĩ Brown và binh nhì John Coleman, Dougherty, Michael McNamara, Michael Owens, và Purvis) đã được trao tặng Huân chương Danh dự, cao nhất cho các hành động trong một cuộc xung đột ở nước ngoài.

## Hiệp ước thân thiện và thương mại
Từ tháng 4 đến tháng 5 năm 1882, Hoa Kỳ, đại diện bởi Thiếu tướng Robert W. Shufeldt của Hải quân Hoa Kỳ, và Triều Tiên đã đàm phán và phê chuẩn một hiệp ước gồm 14 điều. Hiệp ước thiết lập tình hữu nghị giữa hai bên và hỗ trợ lẫn nhau trong trường hợp bị tấn công; và cũng giải quyết các vấn đề cụ thể như quyền ngoài lãnh thổ của công dân Hoa Kỳ tại Triều Tiên và tình trạng thương mại tối huệ quốc.
Hiệp ước vẫn có hiệu lực cho đến khi Nhật Bản sáp nhập Triều Tiên vào năm 1910.

## Hình ảnh

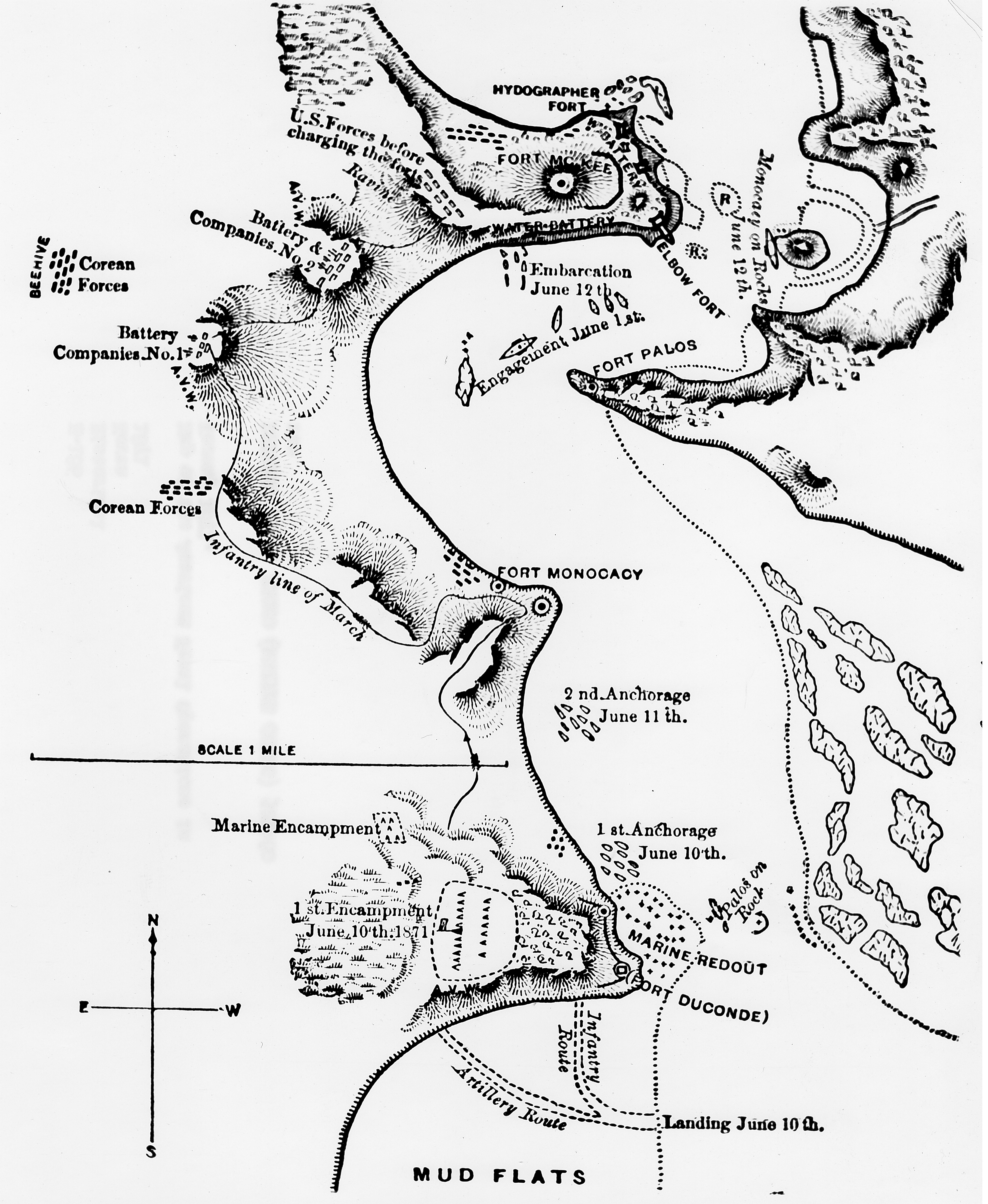
Bản đồ các pháo đài Ganghwa
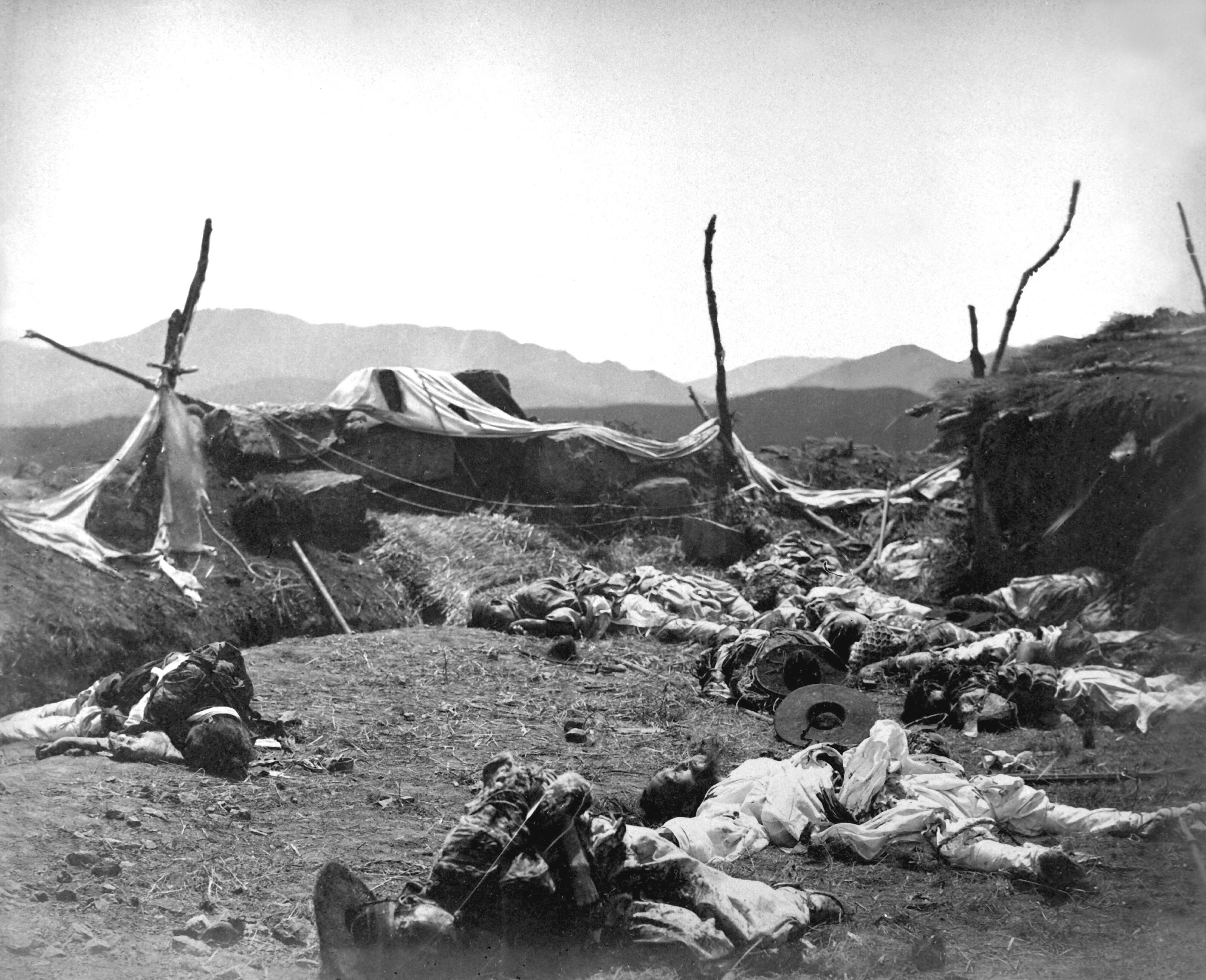
Thương vong của quân Triều Tiên sau cuộc tấn công vào Pháo đài Sondolmok (Pháo đài McKee) của Felice Beato
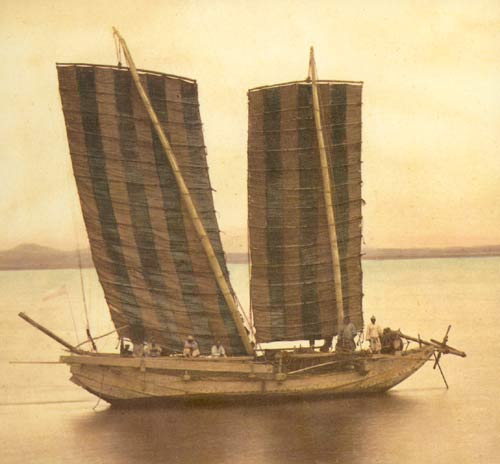
Tàu Triều Tiên năm 1871, bị người Mỹ bắt trong cuộc viễn chinh
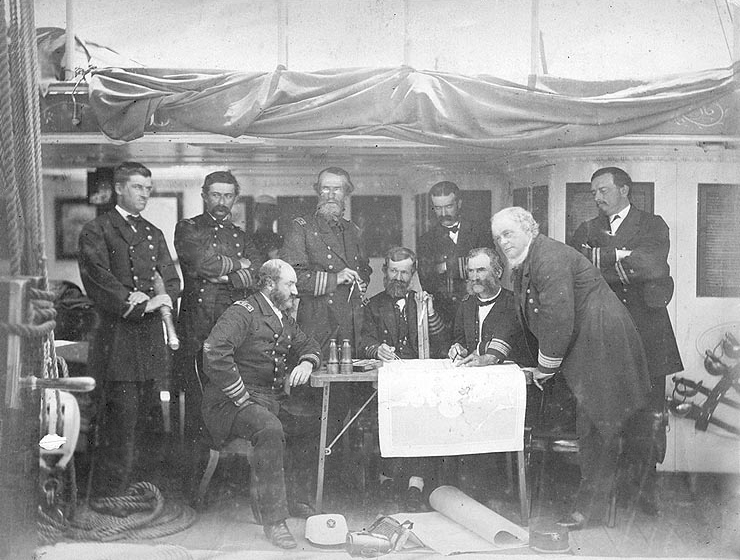
Các sĩ quan Hải quân Hoa Kỳ tổ chức một cuộc họp hội đồng chiến tranh trên soái hạm Hải đoàn Châu Á, tàu khu trục hơi nước Colorado, ngoài khơi Triều Tiên vào tháng 6 năm 1871.
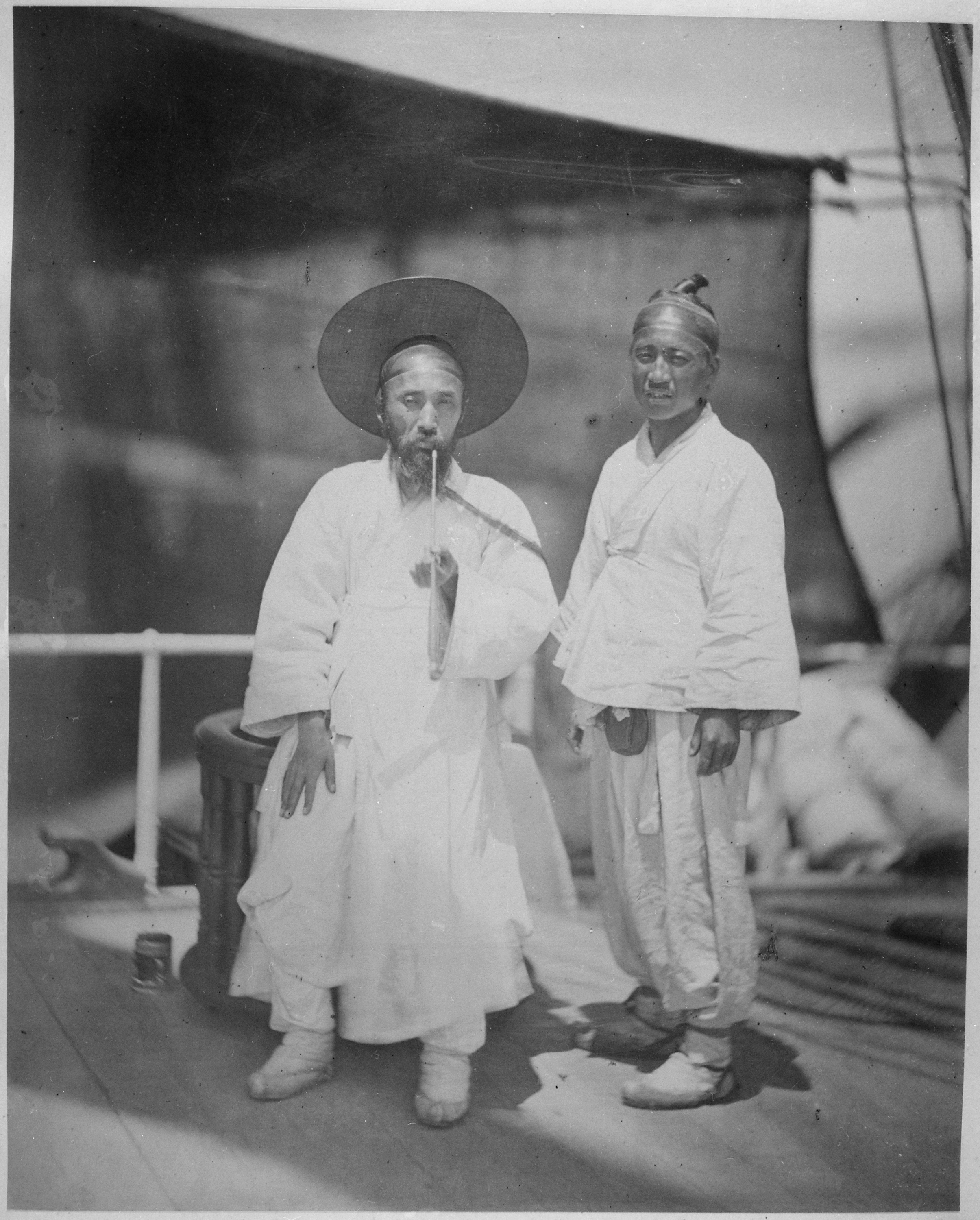
Quan chức Triều Tiên mang những công văn đầu tiên lên tàu Colorado, tháng 6 năm 1871
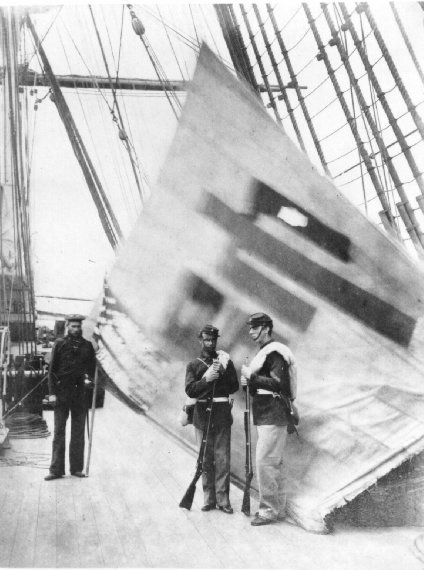
"Cờ chữ soái" trên tàu USS Colorado, từ phải sang trái: Hạ sĩ Charles Brown, Binh nhì Hugh Purvis, và thủy thủ bên trái được cho là Cyrus Hayden. Cả ba đều được trao tặng Huân chương Danh dự.